# M3U
M3U – format zapisu playlist, który został zaproponowany przez twórców programu Winamp, jednak obecnie używa go wielu innych wydawców oprogramowania.
Plik M3U zawiera informacje o:
- lokalizacji plików playlisty
- nazwie poszczególnych utworów, razem z autorami
- długości trwania utworu.

## Inne formaty
- PLS
- Advanced Stream Redirector (ASX)
- XSPF